# Слободан Сотиров
Слободан Крумов Сотиров е български художник, един от най-известните творци от българското малцинство в Сърбия.

## Биография
Сотиров е роден през 1926 година в Пирот, където по това време живеят родителите му. През 1928 година семейството му се завръща в родния Цариброд, в Западните покрайнини. Там завършва средното си образование. На 16 години Слободан Сотиров кандидатства в Художествената академия в София, където е приет и учи специалност Изобразително изкуство в класа на професор Илия Петров. През учебната 1946-1947 година се прехвърля в Белградската художествена академия и е студент при професорите Коста Хакман и Джордже Андреевич Кун. По-късно се завръща в София, но политическите събития от 1948 година и влошаването на отношенията между Югославия и останалите страни от социалистическия лагер го принуждават да се завърне окончателно в Югославия и да довърши образованието си в Белградската художествена академия при професор Иван Табакович.
След завършване на висшето си образование, С. Сотиров преподава изобразително изкуство и български език и литература в Гимназията в Цариброд, а по-късно преподава Графични портрети в Средното училище по изкуствата в Ниш. От 1955 година живее и работи в Белград. Първоначално преподава в Педагогическото училище, а от 1962 година е преподавател и ръководител на катедрата по Художествено възпитание в Полувисшия педагогически институт в Белград.
От 1982 година като художник на свободна практика прекарва няколко години в Швейцария. В 1987 г. в Белград е издаден негов албум с предговор на Станислав Живкович. След разпадането на бивша Югославия се връща в Белград, където живее и до днес.
От 1998 година Сотиров е председател на Общото събрание на Културно-информационния център на българското малцинство „Цариброд“ в Цариброд.

## Творчество
Слободан Сотиров е най-титулувания и награждаван български художник в Сърбия и Черна гора. Работи главно в областта на портрета и натюрморта. Приема се, че е един от представителите на т. нар. белградска колористична школа. В Белград Сотиров е създал е повече от хиляда портрета и много в Швейцария, Италия, Германия, Швеция и САЩ.
Представя много самостоятелни изложби, включително и в галерии извън Сърбия. Участва в над сто значими колективни изложби на югославски художници в Югославия и в чужбина, както и в две колективни изложби в София, представящи българските художници в Сърбия.
Негови портрети и картини се намират в частни колекции в много държави в Европа и Америка.
През 1964 година е награден със златен плакет на Съюза на художниците на Сърбия, а през 1997 година правителството на България го награждава с медал „Св. св. Кирил и Методий“.

## Самостоятелни изложби
- 1947 г. – Лесковъц
- 1948 г. – Цариброд
- 1950 г. – Пирот
- 1954 г. – Ниш
- 1956 г. – Белград, Галерия на Съюза на художниците на Сърбия (Теразие)
- 1956 г. – Скопие, Дом на строителя
- 1957 г. – Кралево
- 1957 г. – Пирот, Дом на културата
- 1958 г. – Белград, Галерия на Съюза на художниците на Сърбия
- 1961 г. – Белград, Галерия на Съюза на художниците на Сърбия
- 1963 г. – Белград, Галерия на Съюза на художниците на Сърбия, акварели
- 1963 г. – Белград, Галерия „Графичен колектв“, акварели
- 1966 г. – Белград, Галерия на Съюза на художниците на Сърбия, акварели
- 1967 г. – Зренянин, Малка галерия
- 1968 г. – Рим, Галерия „SM-13 Studio D'Arte Moderna“, акварели
- 1969 г. – Неапол, Галерия „D'Arte Di San Carlo“
- 1969 г. – Оребру (Швеция), Галерия „Engelbert“
- 1969 г. – Фабриано (Италия), Галерия „La Virgola“
- 1971 г. – Милано, Галерия „Il Giorno“
- 1974 г. – Токио, Галерия „Токума“
- 1980 г. – Цариброд
- 1982 г. – Белград, Център за култура, портрети
- 1983 г. – Белград, Център за култура, натюрморти
- 1983 г. – Младеновац, Център за култура
- 1984 г. – Белград, Център за култура
- 1984 г. – Флили (Швейцария)
- 1986 г. – Цюрих, Галерия „Dien u Partner“
- 1986 г. – Флили (Швейцария), Галерия „D“, портрети
- 1987 г. – Цюрих, Галерия „Haus zum Geissebock“
- 1989 г. – Семпах (Швейцария), Галерия „ZYT“
- 1995 г. – Белград, Дипломатически клуб
- 1995 г. – София, Галерия „Средец“
- 1995 г. – Перник
- 1995 г. – Благоевград
- 1995 г. – Цариброд, Градска галерия
- 1995 г. – Пирот
- 1995 г. – Белград, Галерия „GSP“
- 1996 г. – Белград, Музей на железниците
- 1998 г. – Вършац, „Хемофарм“
- 1998 г. – Цариброд, Културно-информационен център
- 1999 г. – Будва, Хотел „Могрен“
- 1999 г. – Белград, Югославска галерия
- 2000 г. – Апатин, Градска галерия
- 2001 г. – Белград, Югославска галерия
- 2001 г. – Земун, Галерия „Стара капетания“
- 2002 г. – Цариброд, Градска галерия
- 2002 г. – Смедеревска паланка, Градска галерия
- 2002 г. – София, Клуб на народния представител
- 2009 г. – Люцерн, Швейцария